# Дуричи
Дуричи (на сръбски: Дурићи) е село в Босна и Херцеговина, разположено в община Власеница, в ентитета на Република Сръбска. Намира се на 517 метра надморска височина. Населението му според преброяването през 2013 г. е 130 души, от тях: 130 (100,00 %) бошняци.

## Население
Численост на населението според преброяванията през годините:
- 1961 – 162 души
- 1971 – 249 души
- 1981 – 270 души
- 1991 – 309 души
- 2013 – 130 души